# ステファン・ド・グルート
ステファン・ド・グルート （Stephane de Groodt、1966年3月3日 - ）は、ベルギーの俳優。元レーシングドライバー。

## 経歴
1992年にカーレースのキャリアを開始し、ベルギーのツーリングカー選手権で3回表彰台を獲得した。後年、ベルギープロカー選手権、ルノークリオ・インターナショナルカップ、フォーミュラ3000 、ドイツポルシェカレラ・カップ、オランダフォーミュラ・フォードなど様々なシリーズに出場した。